# Soda Pop (사자 보이즈의 노래)
Soda Pop은 앤드류 최, 넥웨이브, 대니 정, 케빈 우, 샘U I.L. 리가 2025년 애니메이션 뮤지컬 판타지 영화 케이팝 데몬 헌터스에서 등장하는 가상 밴드인 사자 보이즈로 부른 곡이다. 2025년 6월 20일 리퍼블릭 레코드를 통해 영화의 사운드트랙 음반의 일곱 번째 트랙으로 발매되었다. 빈스, 쿠시, 정과 프로듀서 24, 도미너스크, 이안 아이젠드라스가 작사•작곡했다.
긍정적인 평가를 받았으며, 여러 국가의 음악차트에 진입하는 상업적 상과를 이루었다. 빌보드 핫 100에서 14위에 올랐으며, 또한 빌보드 글로벌 200에도 진입하여 5위를 기록했다.

## 배경 및 구성
"Soda Pop"은 빈스, 쿠시, 대니 정이 작사하고 24, 도미너스크, 이안 아이젠드라스가 프로듀싱하여 애니메이션 뮤지컬 판타지 영화 케이팝 데몬 헌터스를 위해 만들어졌다. 영화에서 "Soda Pop"은 사자 보이즈라는 적대적인 악마 보이 밴드의 소개 곡으로, 이들의 노래 목소리는 앤드류 최, 넥웨이브, 정, 케빈 (1991년), 샘U I.L. 리가 연기한다. 정은 이 곡의 구성에 대해 이야기하면서 이 곡을 "귀엽고, 발랄하며, 의도적으로 짜증나게 전염성이 강한" 이어웜으로 "사람들을 끌어들이기 위한 것"이라고 묘사했다. 그는 또한 이 곡의 가사가 표면적으로는 낭만적으로 들리지만, 실제로는 더 독한 의미를 담고 있으며, 이는 영화에서 사자 보이즈가 청취자들을 속이고 영혼을 소비하려는 목표를 반영한다고 덧붙였다. 아이젠드라스는 이 곡의 목표가 "방탄소년단의 'Butter (노래)'와 같은 스타일의 버블검 팝 보이 밴드 곡 중 하나를 만드는 것"이었다고 말했다. 가사에 대해 더 언급하며, 아이젠드라스는 "[사자 보이즈]는 영혼을 먹고 산다. 그래서 '어떻게 하면 순진하고 재미있는 K-pop 곡처럼 보이면서도, 실제로는 이 사람들이 누구이고 무엇을 추구하는지 표현할 수 있을까?''"라고 설명했다.

## 평가
스테이 프리 라디오는 도입부가 "네온 슈가 러시" 같았다고 평했다. 웹사이트는 전달이 "강렬"했으며, 다른 음악 활동에 참여한 송라이터들과 함께 "완벽하게 다듬어졌다"고 덧붙였다. 튠 인사이트는 이 곡이 "친구들과 함께하는 여름날"처럼 "장난스럽다"고 평했다. 웹사이트에 따르면, 이 곡의 코러스는 "더 갈망하게 하고, 결코 만족하지 못하며, 항상 다른 맛을 찾게 한다." 내셔널 퍼블릭 라디오의 팝 컬처 해피 아워에서 영화에 대한 토론 중, 스티븐 톰슨과 레지나 G. 바버는 "Soda Pop"을 들을 때 가장 먼저 떠오르는 연관성이 "여름 노래"라고 언급했다. 톰슨은 "이 노래가 어떻게 사람들의 상상력을 사로잡을지 완벽하게 이해할 수 있다"며 갑자기 "모두가 이 뜨거운 새 아이돌 밴드를 환영할 것"이라고 설명했다. 김재하는 이 곡이 "아름다운 팝송"이며 "환희롭고" "매력적"이지만 가사가 "조금은 지저분하고, 이는 또한 매우 K-pop스럽다"고 평했다.
방탄소년단의 제이홉은 롤라팔루자 백스테이지에서 백업 댄서들과 함께 영상을 올리며 이 트렌드에 합류했다.

### 수상
| 연도 | 시상식                | 부문       | 결과 | Ref.         |
| ---- | --------------------- | ---------- | ---- | ------------ |
| 2025 | 케이 월드 드림 어워즈 | 최우수 OST | 미정 | [ 9 ] [ 10 ] |

## 상업적 성과
"Soda Pop"은 빌보드 필리핀 핫 100 차트에서 28위로 데뷔했으며, 이후 2025년 7월 19일 주간에 6위로 최고 순위를 기록했다. 7월 5일 주에 빌보드 글로벌 200에서 119위로 데뷔했다. 7월 19일 주에 6위로 차트 상위 10위에 진입했으며, 2025년 8월 2일 주에 5위로 최고 순위를 기록했다. 6월 마지막 주에는 "Soda Pop"이 스포티파이 차트에서 상승했다. 2025년 8월 16일 주에 빌보드 핫 100에서 14위로 최고 순위를 기록했다.
영국에서 "Soda Pop"은 2025년 8월 1일 주에 UK 싱글 차트에서 11위에 도달했다. 8월 4일 ARIA 싱글 차트에서 5위로 최고 순위를 기록했다. 8월 16일 캐나디안 핫 100에서 16위로 최고 순위를 기록했다. 프랑스 싱글 차트에서 161위로 최고 순위를 기록했다. 독일 싱글 차트에서 57위로 진입했으며, 8월 1일 주에 28위로 상승했다.

## 차트
| 차트 (2025)                      | 최고 순위 |
| -------------------------------- | --------- |
| 오스트레일리아 (ARIA)            | 5         |
| 오스트리아 (Ö3 오스트리아 탑 40) | 29        |
| 캐나다 (캐나디안 핫 100)         | 12        |
| 체코 (싱글 디지털 Top 100)       | 49        |
| 프랑스 (프랑스 음반 협회)        | 161       |
| 독일 (GfK)                       | 20        |
| 빌보드 글로벌 200 (빌보드)       | 3         |
| 그리스 인터내셔널 (IFPI)         | 79        |
| 홍콩 (빌보드)                    | 15        |
| 아이슬란드 (톤리스틴)            | 15        |
| 아일랜드 (IRMA)                  | 21        |
| 일본 핫 오버시스 (빌보드 재팬)   | 3         |
| 일본 핫 샷 송즈 (빌보드 재팬)    | 15        |
| 리투아니아 (AGATA)               | 76        |
| 말레이시아 (IFPI)                | 5         |
| 말레이시아 인터내셔널 (RIM)      | 3         |
| 네덜란드 (싱글 톱 100)           | 68        |
| 뉴질랜드 (리코디드 뮤직 NZ)      | 4         |
| 노르웨이 (IFPI 노르게)           | 12        |
| 필리핀 (IFPI)                    | 8         |
| 필리핀 (필리핀 핫 100)           | 6         |
| 폴란드 (폴란드 스트리밍 톱 100)  | 65        |
| 포르투갈 (AFP)                   | 127       |
| 싱가포르 (RIAS)                  | 3         |
| 슬로바키아 (싱글 디지털 Top 100) | 41        |
| 대한민국 (써클)                  | 2         |
| 스웨덴 (스베리예토프리스탄)      | 29        |
| 스위스 (슈바이처 히트파라데)     | 45        |
| 타이완 (빌보드)                  | 4         |
| 영국 싱글 (OCC)                  | 6         |
| 미국 빌보드 핫 100               | 14        |
| 베트남 (베트남 핫 100)           | 59        |

| 차트 (2025)     | 최고 순위 |
| --------------- | --------- |
| 대한민국 (써클) | 3         |

## 인증
| 국가                               | 인증 | 판매량/출하량 |
| ---------------------------------- | ---- | ------------- |
| 뉴질랜드 (RMNZ)                    | 골드 | 15,000        |
| 판매량+스트리밍을 기반으로 한 인증 |      |               |